# Agnès Sorel
Agnès Sorel (1422?-1450) là một người phụ nữ Pháp được biết đến trong lịch sử với tư cách là một tình nhân chính của vua Charles VII. Cuộc đời của bà vẫn còn là một bí ẩn với nhiều giai thoại, tuy nhiên sử liệu vẫn công nhận và chứng minh bà là một nhân vật có thật và bà được coi là Tình nhân hoàng gia đầu tiên được cả thế giới biết đến. Bà sinh cho vua Charles VII 4 người con gái và qua đời ngay sau khi sinh đứa con thứ 4 vì bị nghi ngờ là ngộ độc thủy ngân. Agnès Sorel luôn là một chủ đề cho nhiều tác bức tranh đương đại và các tác phẩm nghệ thuật, trong đó có tác phẩm Trinh nữ và trẻ em được bao quanh bởi Agnès Sorel vẽ bởi của Jean Fouquet.